# Enseigne Gabolde
Pour les articles homonymes, voir Gabolde.
L'Enseigne Gabolde est un contre-torpilleur construit pour la Marine française. Il appartientient  la classe Enseigne Roux. 
Sq construction Commence en 1914 mais a été suspendue au début de la Première Guerre mondiale. 
Elle et n’a repris qu’après la guerre, dans une conception modifiée. Il a été condamné en 1938 puis ferraillé.

## Conception
L'Enseigne Gabolde avait une longueur de 83,6 mètres, une largeur de 8,21 mètres et un tirant d'eau de 3,12 mètres. Il avait un déplacement standard de 950 tonnes et son équipage comptait 80 marins.
Le navire était propulsé par deux turbines à vapeur Parsons, chacune entraînant une ligne arbre d'hélice. La vapeur était fournie par quatre chaudières Normand. La propulsion avait eté conçus pour produire 20.000 chevaux (15.000 kW) pour une vitesse de 31 nœuds (57 km/h). Au cours de ses essais en mer, l'Enseigne Gabolde développait 26000 ch (19000 kW) et a atteint plus de 33 nœuds (61 km/h). Le navire embarquait 196 tonnes de mazout lui permettant une distance franchissable de 1300 nautiques (2400 km) à une vitesse économique de 14 nœuds (26 km/h).
L'artillerie principale de l'Enseigne Gabolde se composait de trois pièces de 100 mm modèle 1893 en affûts simples, deux superposées à l’avant du bloc passerelle  et la  troisième pièce sur le roof arrière. Pour la lutte antiaérienne, il embarquait un canon antiaérien de 75 mm. Le bâtiment était également équipé de 4 tubes lance-torpilles de 550 mm disposés sur deux plates-formes doubles de 550 mm, 
installées au milieu du bâtiment .

## Carrière
L'Enseigne Gabolde a été construit aux Chantiers et Ateliers Augustin Normand et a été mis sur cale le 26 juin 1914.  A cause de la guerre et de la priorité donnée aux armements terrestres sa construction a été suspendue plus tard et n’a repris qu’en 1918, après la bénéficié des améliorations dues à l'expérience du temps de guerre. 
Le navire a été lancé le 23 avril 1921 et a finalement été achevé en 1923. Il a été radié en 1938.